# Quinto Mucio Escévola (cónsul 117 a. C.)
Quinto Mucio Escévola (en latín, Quintus Mucius Scaevola) (159 a. C.-88 a. C.) fue un político y cónsul romano, y una gran autoridad en derecho romano. Fue instruido en legislación por su padre (que tenía su mismo nombre y cónsul a su vez en el 174 a. C.) y en filosofía por el estoico Panecio de Rodas.

## Biografía
Escévola consiguió los cargos de tribuno de la plebe en el 128 a. C., edil en el 125 a. C. y pretor en el 121 a. C., obteniendo el gobierno de la provincia de Asia. Al regresar a Roma tuvo que hacer frente a cargos de extorsión instigados por Tito Albucio (probablemente por un problema personal), de los que se defendió con éxito.
En el 117 a. C. fue elegido cónsul junto a Lucio Cecilio Metelo Diademato. En su vejez Augur seguía mostrando interés en el estudio de las leyes y en los asuntos de Roma. 
Cicerón señala, que durante la guerra mársica (90 a. C.), aunque era un hombre muy anciano, y de mala salud, siempre estaba dispuesto a dar su opinión a los que deseaban oírlo, y durante todo ese tiempo era el primer hombre en llegar a la curia. 
Valerio Máximo dice que Escévola defendió a Cayo Mario de la moción de Lucio Cornelio Sila de declararlo enemigo público de Roma, alegando que nunca se podría odiar a un hombre que había salvado a Roma de los bárbaros germanos.
Cicerón utilizó la figura de este viejo maestro como interlocutor en tres de sus trabajos: De Oratore, De amicitia, y De republica.

## Muerte
Se deduce de la obra de Cicerón, que vivió al menos hasta el tribunado de Publio Sulpicio Rufo, en el año 88 a. C. Cicerón, que nació 106 a. C., nos dice, que después de que se había puesto la toga virilis, su padre lo llevó hasta Escévola, que era entonces un hombre viejo, y trató de estar lo más cerca de él, con el fin de aprovechar sus conocimientos de la ley. No parece que haya sobrevivido más allá del 88 a. C., año en el que la guerra civil entre Mario y Sila comenzó. 

## Familia
Escévola estuvo casado con Lelia, hija de Cayo Lelio Sapiens, íntimo amigo de Escipión Emiliano, con la que tuvo dos hijas. Una de ellas, (probablemente Mucia Minor) estuvo casada con el famoso orador Lucio Licinio Craso,  con el que tuvo dos hijas. La mujer, hijas y nietas de Escévola eran conocidas en Roma por la pureza de su latín.
Sus primos eran los pontífices máximos Publio Licinio Craso Dives Muciano y Quinto Mucio Escévola. El primero era padre de Licinia, la mujer de Cayo Sempronio Graco.